# Jens Stenz
Jens Stenz (5. februar 1922 – 13. januar 2009) var en dansk modstandsmand, landmand og medlem af Hvidstengruppen. Hans ældre bror Andreas Stenz var også medlem af gruppen.

Jens Stenz blev arresteret 11. marts 1944 og 29. juni idømt livsvarigt tugthus. Stenz blev sendt til Tyskland og afsonede i Zuchthaus Dreibergen-Bützow, men overlevede fangenskabet.

## Eksterne kilder og henvisninger
- Jens Stenz i Frihedsmuseets modstandsdatabase